# Computación cuántica óptica
La computación cuántica óptica es una propuesta experimental y teórica que pretende servir como base para el desarrollo de la computación cuántica. Consiste en el modelaje de distintos sistemas que utilizan las propiedades cuánticas de la luz. Su fundamento principal yace en el comportamiento cuántico del fotón, cuya existencia se puede observar en los distintos campos electromagnéticos que existen, lo que nos permite utilizarlo para controlar la coherencia cuántica de diversos átomos.  

## Interpretación de la luz como un cúbit
El análisis de circuitos ópticos en la computación cuántica requiere analizar las implicaciones físicas de la luz y la naturaleza cuántica de esta. Hay diferentes maneras de interpretar las ondas electromagnéticas como cúbits, donde las dos principales consisten en usar la  polarización del fotón o utilizar sistemas complejos que implementen cavidades ópticas con átomos.  

### Polarización
Un fotón (onda electromagnética) no es más que un campo eléctrico y otro magnético, perpendiculares entre ellos, que se propagan a través de un medio. Estos campos pueden tener cierta alineación con respecto a alguna dirección de medición, la cual se denomina polarización. 
La polarización puede ser usada como un cúbit debido a que no se puede conocer exactamente su orientación hasta que se mide, en el caso de la polarización lineal y circular solo se tienen dos posibles valores posibles de medición para cada una de estas. En el caso de la lineal sería alineada con alguno de los dos ejes X o Y y en el caso de la circular sería una oscilación a favor o en contra de las manecillas del reloj. 
En un experimento se puede usar cualquiera de estas dos debido a que son independientes entre sí.  Para utilizar los efectos de la polarización se recurre al uso de divisores de haz. A través de un sistema de espejos y vidrios, se separa una serie de fotones en dos rayos distintos. El entrelazamiento se logra ya que cuando se mide la polarización de uno de los rayos, se deduce la polarización del otro.

### Electrodinámica cuántica en cavidades (QCED)
El campo de estudio de la electrodinámica cuántica en cavidades (QCED por sus siglas en inglés) es uno que propone distintas alternativas para generar cúbits mediante la óptica.
Primero, se debe generar una cavidad óptica, la cual es un arreglo de espejos que reflejan la mayor parte de una onda electromagnética incidente. Cuando el fotón se refleja en un espejo, naturalmente irá en dirección del espejo contrario donde sucederá lo mismo. Esta secuencia se extiende hasta que la energía que está siendo reflejada por cada espejo es despreciable, hasta ese momento se cuenta con una especie de campo electromagnético. Con esta cavidad creada se procede a colocar un átomo cualquiera en el centro de la cavidad, tal que este interactuará con los fotones que están rebotando. Esta interacción lleva a la excitación de los electrones externos del átomo. A partir de esta interacción es posible pasar a un modelo más complejo, no estacionario. 
Para estudiar un sistema más complejo y más útil, es necesario generar por algún medio un haz de átomos de Rydberg, los cuales son enviados a través de la cavidad. Cuando estos átomos interaccionan con los fotones que se encuentran rebotando se consigue el entrelazamiento cuántico. En este proceso los átomos que tienen un fotón en un nivel elevado de excitación pasan por llamadas "zonas Ramsey" donde son bombardeados por microondas. Estas microondas son capaces de alterar el estado de excitación del electrón del átomo. A partir de esta interacción se genera un entrelazamiento entre el fotón excitado del átomo que se disparó y entre el campo de ondas electromagnéticas que se mantienen atrapadas en la cavidad. El sistema cuántico generado es uno de dos cubits, donde el primero es la polarización de las ondas que quedan atrapadas en la cavidad y el segundo corresponde a la excitación del electrón que interactúo con las ondas. Con este sistema se pueden disparar más átomos para obtener estados de más de dos cúbits. No obstante, en la práctica este sistema no es tan útil debido a su complejidad y es de más utilidad como un experimento para estudiar la decoherencia entre partículas previamente enlazadas cuando empiezan a interactuar con sus alrededores.

### Conversión paramétrica descendiente espontánea (SPDC)
La conversión paramétrica descendiente espontánea es un método poco eficiente con el cual se pueden generar pares de fotones entrelazados. Para utilizar este método se debe lanzar un fotón de muy alta energía a un cristal no lineal, donde este fotón se separará en dos fotones con menores energías y momentos, cumpliendo con la ley de la conservación de la energía y el momento lineal. 
El cristal separa el electrón en dos distintos haces de luz, uno con polarización “horizontal y el otro con polarización “vertical”, los fotones entrelazados estarán en líneas compartidas por ambos de estos haces, tal que a la hora de medir uno se puede conocer la polarización del otro con certeza.

## Modelos de computadores cuánticos ópticos

### Muestreo de bosones (Boson Sampling)
Uno de los métodos que han surgido para mejorar la capacidad computacional, teniendo en cuenta las implicaciones cuánticas cuando el tamaño de un transistor se aproxima al tamaño de un átomo, es el muestreo de bosones (Boson Sampling). El muestreo de bosones funciona para demostrar el poder de la computación cuántica sin tener que construir un computador cuántico universal. El muestreo de bosones fue introducido por Scott Aaronson y Alex Arkhipov en el 2010 y este proceso puede ser realizado con una máquina de muestreo de bosón cuántico (QBSM por sus siglas en inglés) que se basa en una computadora cuántica ya que este problema no se puede tratar con un computador clásico. Su nombre se debe a que en el proceso se toman muestras de la distribución de las salidas de bosones. Los bosones son uno de los 2 tipos de partículas básicas en el universo, incluyen a los fotones y a los portadores de fuerzas nucleares.
En comparación con el modelo KLM, el Boson Sampling es más viable ya que no necesita de operaciones de compuertas y utiliza propiedades únicas del movimiento de fotones para resolver problemas que normalmente consumirían muchos recursos.  

#### Descripción del modelo[3]

##### Modelo de caja negra
Si se ve el modelo Boson Sampling cómo un algoritmo de caja negra se tendría que las entradas son un conjunto de fotones con la distribución que se indique y luego de que se realice el proceso el algoritmo da como salida la distribución de los fotones. El proceso se puede ver de forma simple como un muestreo de una distribución específica y si se compara a un modelo clásico de un módulo físico con entradas y salidas que contienen {\displaystyle m} bits, sería un problema de complejidad P-completo

##### Máquina de muestreo de bosón cuántico (QBSM)
Para entender cómo funciona una QBSM hay que ver el experimento de estadística del tablero de Galton. Como se ve en la figura el tablero tiene una entrada, unos clavos y unos espacios en la parte de abajo. En el tablero se insertan unas bolas de vidrio una por una que van a chocar con los clavos y cambiar su dirección a la izquierda o derecha y este cambio es probabilístico, las bolas van a caer en los espacios al final del tablero. La distribución de la cantidad de bolas en cada espacio es distribución binomial por lo que la máquina de Galton puede ser utilizada como máquina computacional para el muestreo de distribución binomial. 

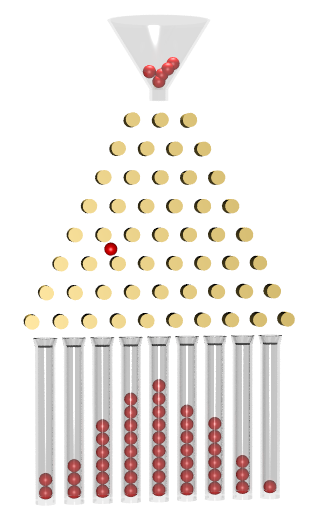
Diagrama de un tablero de Galton

Las máquinas de muestreo de bosón cuántico son una extensión del tablero de Galton a su versión cuántica. En lugar de tener una sola entrada tienen varias para que se puedan insertar varias bolas al mismo tiempo. Además, las bolas no son de cristal sino que son reemplazadas por fotones y en lugar de tener clavos se tienen dispositivos ópticos que forman una red. Al igual que los clavos y las bolas de cristal en el tablero de Galton, estos dispositivos ópticos pueden cambiar la dirección de los fotones y este cambio de dirección sigue siendo probabilístico pero sujeto a principios cuánticos, es decir, la dirección puede ser la superposición de ir hacia la derecha y a la izquierda y la distribución de fotones no se puede relacionar con la distribución binomial. 

##### Análisis matemático
Si se depositan {\displaystyle n} fotones en la red óptica mencionada anteriormente, la distribución de la entrada se representa como el vector S:
{\displaystyle S=S_{1},S_{2},S_{3},\ldots ,S_{n}}    
Se cumple que:
{\displaystyle \sum _{i=1}^{m}S_{i}=n}
donde {\displaystyle m} es la cantidad de entradas, y  {\displaystyle S_{i}} es el número de fotones.
La distribución de salida de fotones también puede ser representada por un vector t y así la matriz que representa a la red óptica se puede representar con ꓥ. Con esto el vector t tiene la forma:
{\displaystyle {\xrightarrow[{s\rightarrow {t}}]{P_{r}(t)}}={\frac {|Per(\land ^{(s,t)}|^{2}}{\prod _{i=1}^{m}(S_{i}!)\prod _{j=1}^{m}(t_{j}!)}}}
Donde "Per" es la permanente de una matriz {\displaystyle A=\left\{a\right\}_{mxm}}. La permanente de una matriz  está dada por:
{\displaystyle Per\left(A\right)=\ \sum _{\sigma }\prod _{i=1}^{n}a_{i,\sigma (i)}}
Donde {\displaystyle \sigma } puede ser las combinaciones del intervalo {1,2,…,{\displaystyle n}} y la matriz {\displaystyle \land ^{(s,t)}}.

#### Problema del muestreo[4][5]

##### Muestreo exacto
Aún al aproximar la probabilidad de una salida con una constante multiplicativa, la complejidad del problema sigue siendo #P de dificultad y para bajar esta complejidad se necesitaría de un algoritmo clásico de tiempo polinomial.

##### Muestreo aproximado
En este caso práctico se toman muestras de una distribución que codifica la solución a un problema #P-completo, esto significa que, aunque la muestra presente un error en las probabilidades, el problema se puede seguir resolviendo por medio de suposiciones.

### Protocolo KLM
El protocolo KLM o modelo KLM fue desarrollado en el 2000 por Emanuel Knill, Raymond Laflamme y Gerard J. Milburn. Esta propuesta de implementación para computación cuántica de óptica lineal (o LOQC por sus siglas en inglés) abre la posibilidad para la creación de computadores cuánticos universales utilizando exclusivamente herramientas ópticas lineales. Estas herramientas ópticas lineales, características del LOQC, son utilizadas por el modelo con el fin de construir un esquema basado en:
- Bits ancilla, lo cual refiere a aquellos bits o cúbits utilizados en sistemas computacionales no deterministas, de los cuales se conoce el estado y así permitir controlar el estado de otros bits o cúbits cuyo estado no puede ser deterministamente prescrito.[7]
- Teleportaciónes cuánticas, es decir aquellas técnicas de transferencia de información cuántica a largas distancias, donde el mensajero podría no saber la ubicación del receptor y no conocer el estado cuántico transferido.
- Corrección de errores, pues como muchos otros modelos de computación cuántica el protocolo implementa sistemas para lidiar con la pérdida de estados cuánticos y otros errores asociados.

Fundamentalmente, el protocolo hace posible la interacción efectiva entre fotones mediante la ejecución de mediciones proyectivas, utilizando fotodetectores. Estas mediciones pueden categorizarse como operaciones no determinísticas sobre los fotones, convirtiendo efectivamente al protocolo en un modelo para computación cuántica no determinista. El modelo, basado en la compuerta condicional de cambio de signo no determinista y demostraciones de altos niveles de éxito en compuertas cuánticas utilizando estados entrelazados, permite una escalabilidad práctica, pues con una codificación cuántica apropiada es posible la implementación de una computadora cuántica de óptica lineal tolerante a fallas por pérdida de fotones, ineficiencias del detector y decoherencia de fase.

#### Aspectos Fundamentales

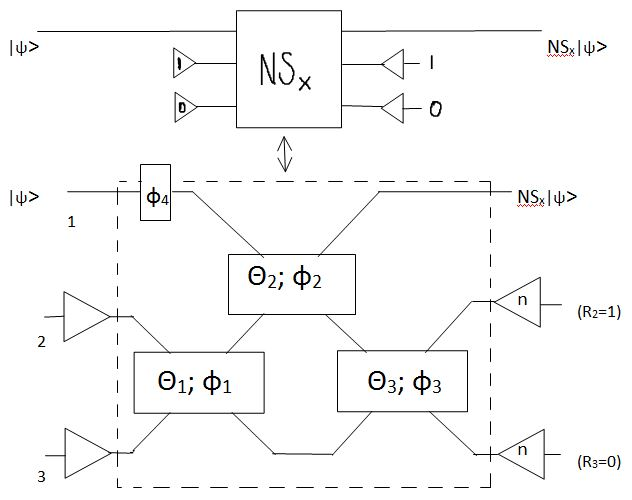
Implementación de la compuerta-NS con óptica lineal. Los elementos en la caja punteada son la implementación de óptica lineal con tres divisores de haces y un cambiador de fase. Los modos 2 y 3 son modos ancilla.

Algunos aspectos fundamentales que caracterizan al protocolo KLM y permiten que logre los alcances antes mencionados son:
- Implementación de compuertas cuánticas elementales: el protocolo hace uso de elementos de la óptica lineal para la implementación de compuertas cuánticas, ha demostrado que, utilizando espejos, divisores de haces y cambiadores de fase, es capaz de realizar un set completo de operaciones en cualquier único cúbit.
- Implementación no determinista de la compuerta condicional de cambio de signo (Compuerta-NS): su función es realizar un cambio de fase no lineal sobre un modo, condicionado en dos modos ancila externos.
- Teleportación cuántica y operaciones casi deterministas: utilizando teletransportación cuántica, el modelo prepara las compuertas probabilísticas del circuito cuántico antes de ser activado, con el fin de ejercer una mayor chance de éxito sobre la salida de la compuerta. Preparando las puertas probabilísticas con {\displaystyle n} fotones de estados entrelazados se puede obtener una tasa de éxito de {\displaystyle n^{2}/(n+1)^{2}}, casi determinista para {\displaystyle n} grandes. Además, esta crece polinomialmente en vez de exponencialmente, lo cual hace al protocolo más eficiente con sus recursos.
- Corrección y detección de errores mediante estados entrelazados y códigos cuánticos: como se mencionó antes para gran cantidad de estados entrelazados la curva de éxito se hace asintótica a {\displaystyle 1}, pero lo hace muy lentamente respecto a {\displaystyle n}. Sin embargo, en el protocolo KLM se pueden diagnosticar errores de manera codificada, pues un error se puede encontrar si son detectados cero o {\displaystyle n+1} fotones. Codificar para evitar estas mediciones accidentales permite incrementar la tasa de éxito del sistema.

#### Retos y mejoras al modelo
A pesar de proponer el fundamento teórico para computadoras cuánticas con alta escalabilidad, el modelo no necesariamente provee una arquitectura práctica. El costo práctico de implementación es prohibitivamente alto, más que todo por la inexistencia de compuertas cuánticas más eficientes, debido a que son necesarias un gran número de operaciones para conseguir tasas de éxito que se acerquen a {\displaystyle 1}. Sin embargo, a raíz de esto han surgido variantes a la propuesta del protocolo, algunas de estas basadas en técnicas de estado de clúster (cluster-state), como lo son: 
- El protocolo de Yoran-Reznik
- El protocolo de Nielsen
- El protocolo de Browne-Rudolph

## Electrodinámica cuántica en circuitos
El modelo de electrodinámica cuántica en cavidades permite estudiar diversos sistemas como: semiconductores, estructuras nanomecánicas y circuitos eléctricos superconductores. Estos últimos manifiestan sus propiedades cuánticas en ciertos parámetros macroscópicos, como el voltaje y la corriente. La electrodinámica cuántica en circuitos busca desarrollar elementos eléctricos que exploten los aspectos cuánticos que se pueden aprovechar en circuitos con superconductores, para ello los componentes que operan en dichos circuitos deben presentar un comportamiento no lineal, pues se debe simular un átomo coherente cuánticamente.
Las diferencias con respecto al sistema de electrodinámica cuántica en cavidades son:  
- Se utilizan microondas en vez de luz para producir la coherencia cuántica. Ambos son campos electromagnéticos, por lo tanto, están constituidos de fotones.
- Para emular una cavidad se utiliza un resonador coplanar unidimensional, el cual orienta las microondas.

Otro elemento importante es la unión de Josepshon que utiliza el efecto de tunelaje para pares de Cooper. Esto es para poder aprovechar los fenómenos cuánticos del voltaje y la corriente que se presenta en superconductores.